# 水嶋彩
水嶋 彩（みずしま あや、1980年6月20日 - ）は、日本の元AV女優。

## 人物
- 趣味：ショッピング [1]、楽器演奏[3]
- 特技：料理[2]
- 性感帯：乳首[2]

## 略歴
- 2000年8月に『素肌に欲しいの』でアトラス21専属女優としてAVデビュー。

## 作品

### アダルトビデオ
2000年
- 素肌に欲しいの (8月30日VHS 2001年2月23日DVD、アトラス21) ＊デビュー作
- 素肌までエクスタシー (9月30日、アトラス21)
- 美乳肌 (10月25日、アトラス21)
- 恋の呪文 (11月22日、シャイ企画) VHS
- AV虎の穴 AV女優の作り方 (11月25日、ワンズファクトリー)
- ラヴリィ (12月28日、メディア・タイフーン)
- おしゃぶり姫の制服ザーメンレストラン (12月29日、ワープエンタテインメント) VHS

2001年
- 手コキdeコキコキ6人娘（1月10日、ゼロコーポレーション）
- Virtual Lover（2月1日VHS 2002年8月15日DVD、ムーディーズ）
- Angel（3月22日、アイデアポケット）
- ビージーン 11 (3月24日、桃太郎映像出版)
- Costume Princess（4月1日、ムーディーズ）
- 情熱性交遊戯 水嶋彩 前編 (4月11日DVD 12月7日VHS、オーロラ・プロジェクト)
- 情熱性交遊戯 水嶋彩 後編 (4月11日DVD 12月7日VHS、オーロラ・プロジェクト)
- 奴隷秘書 33 (4月13日、シネマジック)
- OL性態日誌 水嶋彩 特別編「こんなところで」(5月28日DVD 12月7日VHS、オーロラ・プロジェクト)
- メヴィウス 4 完結前編 (7月5日、オーロラプロジェクト)
- メヴィウス 4 完結中編 (7月5日、オーロラ・プロジェクト)
- メヴィウス 4 完結後編 (7月5日、オーロラ・プロジェクト)
- リップエンジェルズ  (8月15日、アトラス21)
- シャイDX 2001 DVD女優編  (8月27日、シャイ企画)
- 水嶋彩のムスコ温まる愛と冒険のファンタジー 2 (8月31日、チャンネルヴィ)
- 恥ずかしいコト。（9月22日、アウダースジャパン）DVD
- Wild Thing! 3 (12月15日、桃太郎映像出版)

2002年
- プラチナAVアイドル 22人のエンジェル  (1月25日、トータル・メディア・エージェンシー)
- 奴隷秘書スペシャル 8 彩 (2月22日、シネマジック)
- PREMIUM 隼コレクション  (2月27日、隼エージェンシー)
- B・P・T・D-IDOL (2月28日、ジャネス)
- バーチャル・オナニー (3月2日、ジャネス)
- アヘアヘお姉さん 水嶋彩・新城レミ 他 (3月11日、チャンネルヴィ)
- Venus Re-mix Vol.7  (3月22日、アリスJAPAN)
- 桃の缶詰 ワイルドシンガーの素顔 (4月17日、桃太郎映像出版)
- THE BEST スクールガールコレクション  (4月17日、ワープエンタテインメント)
- AV虎の穴 DX  (4月24日、ワンズファクトリー)
- 視線「痴女」 (5月1日、FUTURE)
- 恥ずかしいコト。 SPECIAL EDEITION 集団視姦  (5月1日、アウダースジャパン)
- THE BEST ミニスカ痴女の誘惑  (5月22日、ワープエンタテインメント)
- THE BEST OF WANZ 1  (6月1日、ワンズファクトリー)
- 痴女・痴女・痴女  (7月1日、ゾーンワークス)
- 桃太郎 The Best 3 女優 3  (7月26日、桃太郎映像出版)
- The Best of Angel Girl 杉浦あみ×水嶋彩 (9月7日、アイデアポケット)
- 桃の缶詰2 ちんぱくの誘惑  (10月18日、桃太郎映像出版)
- Back! Hip! Fuck!  (11月15日、ムーディーズ)
- COSTUME PRINCESS (12月15日、ムーディーズ)
- おしゃぶり姫の制服ザーメンレストラン (12月19日、ワープエンタテインメント) DVD
- ワープスペシャル 2 (12月19日、ワープエンタテインメント) DVD

2003年
- 大噴射巨乳アイドルセレクション  (1月14日、ハーベストエンタテイメント)
- アナオナ◆ULTRA-MIX 02  (2月20日、ワープエンタテインメント)
- ゴールデンシャワー  (3月1日、ムーディーズ)
- 復刻盤 ビージーン (3月7日、桃太郎映像出版)
- ムーディーズ女優コレクション 1  (4月1日、ムーディーズ)
- Angel Premium 4  (4月8日、アイデアポケット)
- 8 premium  (4月18日、Clash)
- ゴージャス・アイズからの贈り物  (5月1日、桃太郎映像出版)
- 株式会社セクハラオフィス （5月21日、ワープエンタテインメント）
- BOY MEETS GIRLS 第3話 記憶喪失くんの桃色入院ライフ!! （7月16日、ワープエンタテインメント）
- Angel HYPER レースクィーン編  (8月8日、アイデアポケット)
- ナースでイこう (9月1日、マルクス兄弟)…オムニバス作品
- cos-ple party  (11月7日、ジャネス)
- Angel HYPER ロリフェラセレクション  (11月8日、アイデアポケット)
- 恋の呪文 ノーカットフルバージョン (12月17日、シャイ企画) DVD
- 恥ずかしいコト。 SPECIAL EDITION 陰部観察  (12月19日、アウダースジャパン)

2004年
- ATLAS TWENTY ONE （8月20日）
- B・P・T・D-IDOL DX （9月3日）
- 痴女ってアゲル 3 (12月10日、アクアウェイブ)

2006年以降
- 情熱性交遊戯 水嶋彩＆撮ったぜ!! 笠木忍 (2006年3月11日、オーロラプロジェクト) ＊「情熱性交遊戯／水嶋彩」「撮ったぜ!!／笠木忍」を収録
- 美乳美女4時間 （2007年12月19日、A-BOX）
- メヴィウスコレクション  (2009年2月25日、オーロラプロジェクト)
- オーロラプロジェクト 伝説の巨乳コレクション  (20012年7月13日、オーロラプロジェクト)
- 白衣の天使が50人! dx8時間  (20013年8月25日、マルクス兄弟)

以下、発売・レンタル開始日不明
- girl friend（チャンネルヴィ GF-03）VHS
- ワイセツ女優（ジャネス WSJ-02）VHS
- 恥ずかしいコト。（アウダースジャパン PS-006）VHS
- ワープスペシャル 2（ワープエンタテインメント GO-025）VHS
- Prelude（隼エージェンシー HP-01）VHS
- 天然アイドル（キュー QU-10）VHS
- コスプレ天国（ジャネス PRE-02）VHS
- 秘境不倫温泉宿 水嶋彩・木下まこ（King Bee KBE-142D）DVD
- 貴方におまかせ （AQUA DAQA-19）DVD

## 出版

### 雑誌
- 週刊プレイボーイ No.37（2000年9月12日、集英社）
- ベストビデオ 2000年9月号（三和出版）
- ドント 2000年10月号（サン出版）
- URECCO 2000年10月号（ミリオン出版）
- スーパー写真塾　2000年11月号（コアマガジン）
- ビデオ情報 2001年1月号（三和出版）
- アクションカメラ 2001年2月号（ワニマガジン社）
- アクトレス 2001年2月号（リイド社）
- マガジン・ウォー! 2001年2月号（サン出版）
- SHARK VOL.12 (2001年3月20日、KKベストセラーズ)
- スコラ 2001年3月号（スコラ）